# Стопорное кольцо

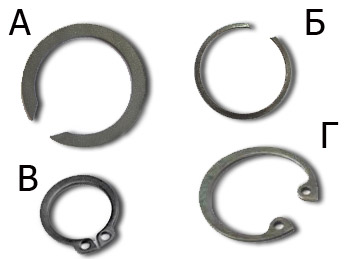
А: ГОСТ 13940-86
Б: ГОСТ 13941-86
В: ГОСТ 13942-86
Г: ГОСТ 13943-86

Стопорное кольцо — незамкнутое кольцо, изготовленное из углеродистой стали для фиксации деталей и узлов на валу или в отверстии. Стопорные кольца часто используют для фиксации подшипников качения. Монтируются стопорные кольца в пазы (канавки, проточки), таким образом, что выступающая часть работала как плечо, фиксируя деталь на монтажном месте. Стопорные кольца, как правило, сделаны из углеродистой стали, нержавеющей стали или бериллиевой меди.

## Виды стопорных колец
Стопорные кольца бывают наружными для фиксации деталей на валу и внутренними для монтажа механизмов в отверстии. 
Изготавливаются стопорные кольца по ГОСТ 13940-86., ГОСТ 13942-86., DIN 471- для фиксации на валу. ГОСТ 13941-86., ГОСТ 13943-86., DIN 472 - для фиксации в отверстии.
Металл из которого производят стопорные кольца, чаще всего, углеродистая сталь 65Г, 60С2А, 40Х13 и другие пружинные стали. Сечение у данных колец прямоугольное т. е. они изготавливаются из ленты или из листа пружинной стали. Бывают кольца того же назначения из круглой или овальной проволоки, согласно чертежу или стандарту, по которому они требуются. 
Отличаться кольца могут и противокоррозийным покрытием: 
- химическое оксидирование промасливанием(хим. окс. прм.);
- цинк;
- кадмирование;
- фосфатирование.

В зависимости от рабочей среды выбирают подходящее покрытие.

## Монтаж стопорных колец

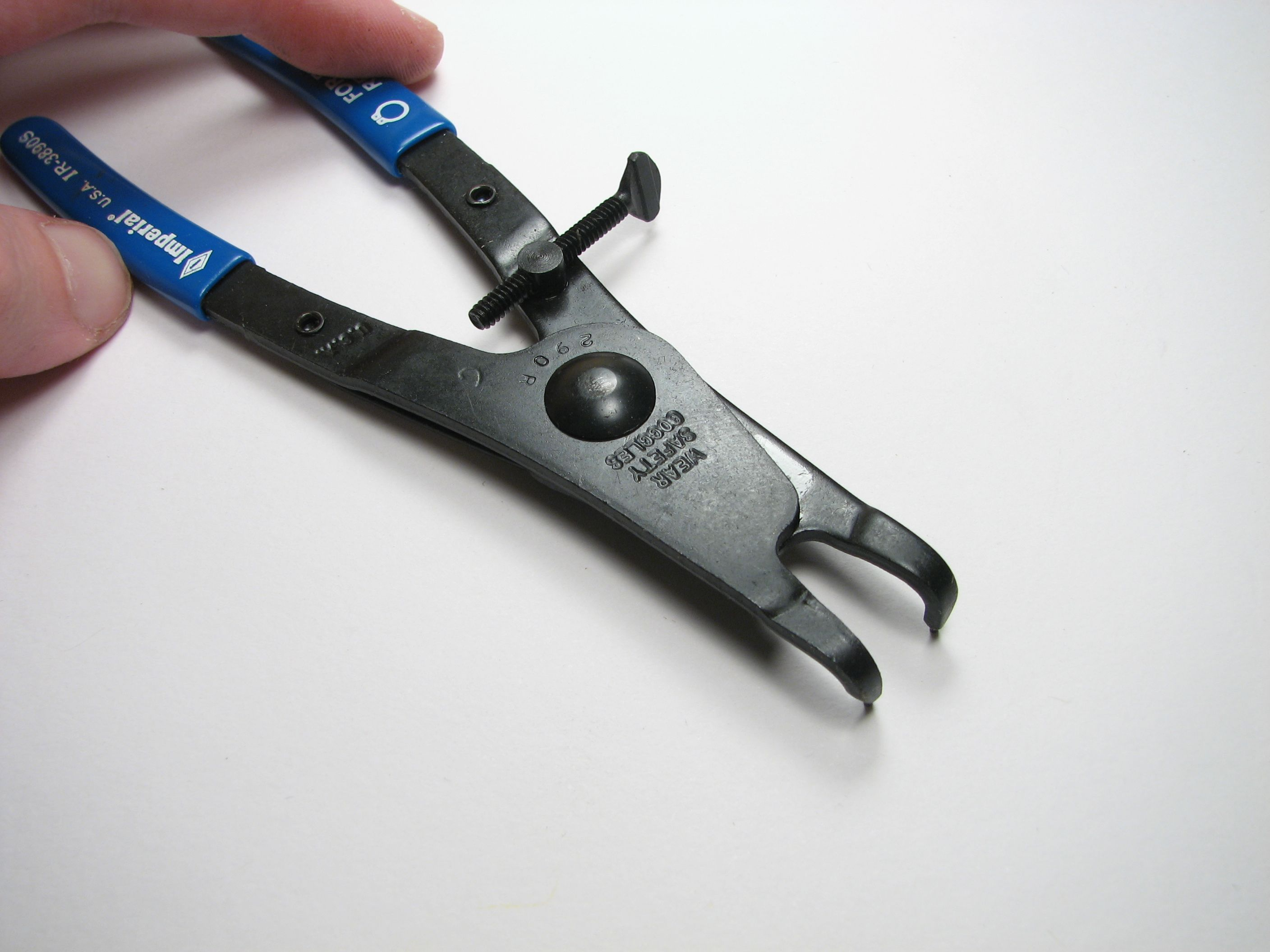
Съемник стопорных колец

Стопорные кольца монтируются или снимаются при помощи специального инструмента - щипцов(съемника), это касается колец которые имеют монтажные отверстия: ГОСТ 13942-86 или аналог DIN 471, 13943-86 или аналог DIN 472. Кольца по ГОСТ 13940-86 и 13941-86, как правило, на маленьких размерах не имеют монтажных отверстий, они монтируются и демонтируются при помощи обычной отвёртки. Большие размеры от Ø50 мм включительно, по ГОСТам предусмотрены монтажные отверстия для простоты их использования.

## Функции стопорных колец
- Фиксация деталей на валу или в отверстии.
- Обеспечивает долговечность механизмов и узлов при непрерывной работе.
- Легко демонтируется в случае ремонта и обслуживания механизмов.